# Storm du New Jersey
 (février 2024).
Si vous disposez d'ouvrages ou d'articles de référence ou si vous connaissez des sites web de qualité traitant du thème abordé ici, merci de compléter l'article en donnant les références utiles à sa vérifiabilité et en les liant à la section « Notes et références ».
Le Storm du New Jersey (en anglais : New Jersey Storm) est une ancienne équipe de crosse de la National Lacrosse League établie à East Rutherford, au New Jersey. Depuis 2003, l'équipe a déménagé à Anaheim sous le nom du Storm d'Anaheim.

## Saison par saison
| Saison | Division  | V-D  | Class. | Domicile | Extérieur | GF  | GA  | Séries éliminatoires |
| ------ | --------- | ---- | ------ | -------- | --------- | --- | --- | -------------------- |
| 2002   | Est       | 5-11 | 4e     | 2-6      | 3-5       | 178 | 232 | --                   |
| 2003   | Est       | 3-13 | 4e     | 2-6      | 1-7       | 187 | 220 | --                   |
| Total  | 2 saisons | 8-24 |        | 4-12     | 4-12      | 365 | 452 |                      |